# Gizzur Gullbråskald
Gizzur Gullbråskald (även Gizzur den svarte), som levde mellan ca 980 och 1030, var en isländsk skald.
Gizzur besjöng som mycket ung Olav Tryggvason, men uppehöll sig också (omkring 1017) hos Olof Skötkonung i Sigtuna, där han förgäves försökte åstadkomma dennes försoning med Olav Haraldsson av Norge, vars hirdskald Gizzur sedan blev. År 1029 följde han kung Olav till Gårdarike, och han stupade i kungshären vid Stiklastad efter att ha visat stor tapperhet.
Gizzur har diktat kärlekskväden till en kvinna vid namn Gullbrå som i övrigt är okänd, och han var skalden Hovgårda-Rävs fosterfar. Av hans diktning finns endast bevarat en liten "lösavisa" samt en halvstrof av ett kväde till Olof Skötkonung.